# Michel Cornelisse
Michel Cornelisse (Amsterdam, 24 dicembre 1965) è un ex ciclista su strada e dirigente sportivo olandese, vincitore di due Gullegem Koerse e di un Giro del Lussemburgo.

## Carriera
Attivo dal 1989 al 2000, è poi diventato manager di varie squadre di ciclismo. Dal 2019 al 2023 è stato dirigente sportivo della Alpecin-Deceuninck.  

## Palmarès

### Strada
- 1988

Tre giorni delle Fiandre Occidentali
- 1989

Classifica generale del Giro del Lussemburgo
- 1991

Gran Premio del primo maggio
- 1992

Coastal Pijl
Gran Premio di Hannut
- 1993

Nokere Koerse
Gullegem Koerse
- 1996

Gran premio del primo maggio

## Piazzamenti

### Grandi Giri
- Tour de France

2000: ritirato (8ª tappa)
- Vuelta a España

1997: ritirato
1998: ritirato